# Strovija
Strovija (makedonska: Стровија) är en ort i Nordmakedonien. Den ligger i kommunen Dolneni, i den centrala delen av landet, 50 kilometer söder om huvudstaden Skopje. Strovija ligger 721 meter över havet och antalet invånare är 167.